# Guillermo Fariñas
Guillermo Fariñas, zvaný El Coco, (* 3. ledna 1962, Santa Clara, Kuba) je jeden z nejznámějších odpůrců komunistického režimu na Kubě, symbol boje za svobodu projevu. Tento psycholog a žurnalista držel více než dvacetkrát různě dlouhé hladovky, aby tak protestoval proti některým rozhodnutím vládnoucí komunistické strany.

## Hladovka proti cenzuře internetu
V roce 2006 zahájil hladovku, kterou protestoval proti cenzuře internetu na Kubě. Zcela bez jídla nebo s nitrožilní výživou vydržel 7 měsíců, pak musel hladovku ukončit kvůli velmi vážným zdravotním problémům. Získal tehdy ocenění od organizace Reportéři bez hranic.

## Hladovka za Orlandu Zapata a propuštění vězňů svědomí

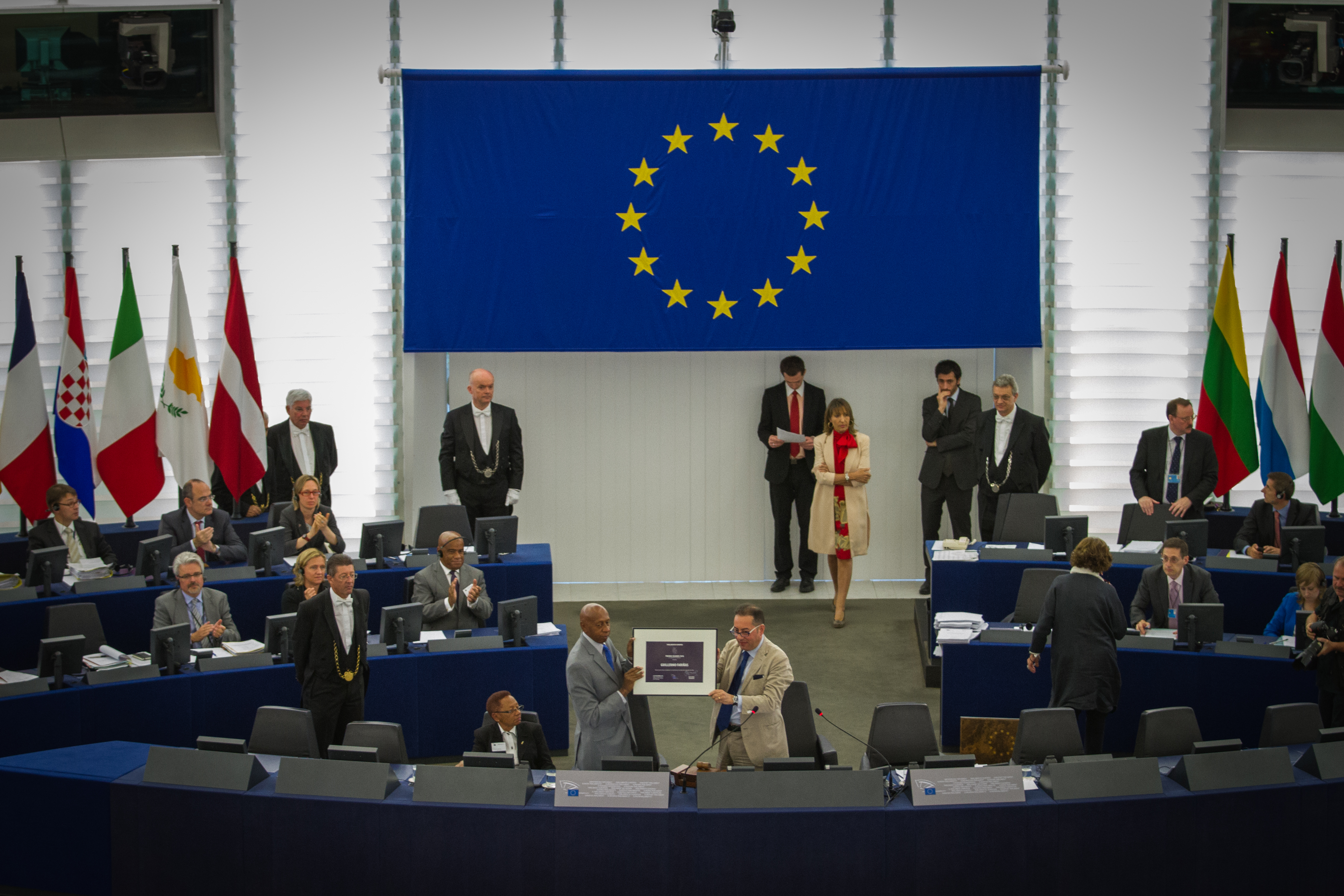
Guillermo Fariñas v Evropském parlamentu při převzetí Sachorovovy ceny za rok 2010 (2013, Štrasburk)

V únoru 2010 vyhlásil hladovku, kterou chtěl upozornit na smrt vězněného disidenta Orlanda Zapaty, který zemřel po dlouhém hladovění. Zároveň byl rozhodnutý setrvat v protestu tak dlouho, dokud režim nepropustí asi třicítku vězňů svědomí, kteří byli vážně nemocní.
Kubánská vláda se ohradila tvrzením, že nebude akceptovat žádný nátlak nebo vydírání. Případ považovala za snahu zdiskreditovat politický systém na Kubě. Provládní deník Granma Fariňase označil za „placeného agenta Spojených států“.
Fariñas byl kvůli nedostatku živin hospitalizován, ale i přesto veškerou potravu kromě nitrožilní stále odmítal. Hladovku ukončil po 134 dnech v červenci 2010 poté, co bylo zřejmé, že vláda propustí přes 50 politických vězňů.

## Sacharovova cena za svobodu myšlení
V říjnu 2010 Evropský parlament udělil Fariñasovi Sacharovovu cenu za svobodu myšlení. Cena tak byla již potřetí udělena zástupci kubánské opozice. O dva měsíce později však komunistická vláda odmítla vydat Fariñasovi vízum, aby mohl vycestovat pro převzetí ceny do Štrasburgu. Převzal ji tak až v roce 2013.

## Návštěva Prahy
Kubánské úřady umožnily Fariñasovi vycestovat až v roce 2013, v listopadu téhož roku tak zamířil do Prahy. Již dříve četl esej Václava Havla Moc bezmocných a od té doby doufal, že se s ním někdy osobně setká. Václav Havel však v prosinci 2011 zemřel, a tak se Fariñas mohl vydat jen na Vinohradský hřbitov, kde se u hrobu bývalého prezidenta pomodlil. „Václav Havel byl univerzálním symbolem boje za lidská práva. Ale speciálně pro kubánskou společnost je to vzor, protože u nás je stále mnoho lidí odevzdaných a smířených se současným stavem věcí,“ řekl Fariňas.